# Derocrepis oregoni
Derocrepis oregoni är en skalbaggsart som beskrevs av Hatch 1971. Derocrepis oregoni ingår i släktet Derocrepis och familjen bladbaggar. Inga underarter finns listade i Catalogue of Life.